# Рдутув-Новий
Рдутув-Новий (пол. Rdutów Nowy) — село в Польщі, у гміні Ходув Кольського повіту Великопольського воєводства.
Населення — 83 особи (2011).
У 1975-1998 роках село належало до Конінського воєводства.

## Демографія
Демографічна структура станом на 31 березня 2011 року:
|          | Загалом | Допрацездатний вік | Працездатний вік | Постпрацездатний вік |
| -------- | ------- | ------------------ | ---------------- | -------------------- |
| Чоловіки | 42      | 1                  | 32               | 9                    |
| Жінки    | 41      | 6                  | 20               | 15                   |
| Разом    | 83      | 7                  | 52               | 24                   |